# Arrondissement Coutances
Arrondissement Coutances je francouzský arrondissement ležící v departementu Manche v regionu Normandie.

## Kantony
- Agon-Coutainville (část)
- Bréhal (část)
- Carentan (část)
- Coutances
- Créances
- Quettreville-sur-Sienne
- Saint-Lô-1 (část)